# Cerodontha spencerae
Cerodontha spencerae är en tvåvingeart som beskrevs av Zlobin 1993. Cerodontha spencerae ingår i släktet Cerodontha och familjen minerarflugor. Arten har ej påträffats i Sverige. Inga underarter finns listade i Catalogue of Life.